# Vägglavsklotter
Vägglavsklotter (Opegrapha physciaria) är en lavart som först beskrevs av William Nylander och fick sitt nu gällande namn av David Leslie Hawksworth och Brian John Coppins. 
Vägglavsklotter ingår i släktet Opegrapha, och familjen Roccellaceae. Arten är reproducerande i Sverige.